# Hà Học Trạc
Hà Học Trạc (1930 - 2010) là giáo sư, nhà giáo, chính trị gia Việt Nam. Ông từng là Ủy viên Ban Chấp hành Trung ương Đảng Cộng sản Việt Nam các khóa VI, VII; đại biểu Quốc hội Việt Nam các khóa VII, IX, X. Ông cũng đã từng đảm nhận các chức vụ: Chủ tịch Liên hiệp các Hội Khoa học và Kỹ thuật Việt Nam; Hiệu trưởng Trường Đại Học Bách khoa Hà Nội.

## Xuất thân và học vấn
Hà Học Trạc sinh ngày 12 tháng 10 năm 1928, trong một gia đình nhà nho hiếu học và yêu nước tại xã Đức Vĩnh, huyện Đức Thọ, tỉnh Hà Tĩnh.
Sau khi hoàn thành chương trình học tập tại khoa Điện, Trường Đại học Triết Giang, Trung Quốc (1953–1957), ông về nhận công tác tại Trường Đại học Bách khoa Hà Nội từ tháng 3 năm 1957. Ông thuộc thế hệ cán bộ giảng dạy đầu tiên của Trường và là một trong những người sáng lập bộ môn Điện, tiền thân của khoa Điện sau này. Năm 1961, ông được cử đi làm nghiên cứu sinh tại Trường Đại học Năng lượng Matxcơva, Liên xô (cũ) và bảo vệ thành công luận án tiến sĩ vào năm 1965.
Năm 1984, ông được Nhà nước phong hàm Giáo sư và năm 2000 được tặng danh hiệu Nhà giáo Nhân dân.

## Sự nghiệp
Từ năm 1965 đến 1977, ông làm Phó Chủ nhiệm, rồi Chủ nhiệm Chủ nhiệm Khoa Điện, Trường Đại học Bách khoa Hà Nội. Tiếp theo đó, ông tham gia công tác lãnh đạo Trường Đại học Bách khoa Hà Nội, lúc đầu là Phó Hiệu trưởng và Thường vụ Đảng ủy (1977-1980), về sau là Hiệu trưởng của nhà trường trong thời gian gần 10 năm (1980-1989).
Ông là Đại biểu Quốc hội Việt Nam khóa VII (1981 - 1987), khóa IX và khóa X (1992-2002).
Ông là Ủy viên dự khuyết Ban Chấp hành Trung ương Đảng Cộng sản Việt Nam khóa VI (1986–1991). Ủy viên Ban Chấp hành Trung ương Đảng Cộng sản Việt Nam khóa VII (1991–1996).
Chủ tịch Liên hiệp các Hội Khoa học và Kỹ thuật Việt Nam khóa II, khóa III (1988–1999).
Ngoài ra ông còn đảm nhận nhiều chức danh khác là: Chủ tịch Hội đồng Quốc gia chỉ đạo biên soạn Từ điển Bách khoa Việt Nam (1989–2007); Chủ nhiệm Chương trình Quốc gia nghiên cứu về Phát triển Năng lượng (1989–2007); Ủy viên Đoàn Chủ tịch Ủy ban Trung ương Mặt trận Tổ quốc Việt Nam; Ủy viên Ủy ban Khoa học Công nghệ và Môi trường của Quốc hội.
Hà Học Trạc nghỉ hưu từ ngày 01 tháng 12 năm 2007.
Ông đã được Đảng và Nhà nước tặng, thưởng  Huân chương Độc lập hạng nhất, Huân chương Kháng chiến hạng nhì, Huân chương Lao động hạng nhất, Huy hiệu 60 năm tuổi Đảng, danh hiệu Nhà giáo nhân dân. Ông mất ngày 28 tháng 7 năm 2010. An táng tại Nghĩa trang Mai Dịch.

## Vinh danh

### Khen thưởng
- Huân chương Độc lập hạng Nhất
- Huân chương Kháng chiến hạng Nhì
- Huân chương Lao động hạng Nhất
- Huy hiệu 60 năm tuổi Đảng.

### Danh hiệu
- Nhà giáo nhân dân